# برسية جميلة
برسية جميلة (الاسم العلمي:Gnaphalium pulchrum) هي نوع من النباتات تتبع جنس البرسية من الفصيلة النجمية.